# Malá Franková
Malá Franková (em húngaro: Kisfrankvágása; alemão: Kleinfrankenau) é um município da Eslováquia, situada no distrito de Kežmarok, na região de Prešov. Tem 10,81 km² de área e sua população em 2018 foi estimada em 187 habitantes.

## Demografia
| Ano:        | 1994 | 2004   | 2014   | 2024   |
| ----------- | ---- | ------ | ------ | ------ |
| Broj ljudi: | 197  | 186    | 181    | 194    |
| Razlika:    |      | -5,58% | -2,68% | +7,18% |

| Ano:               | 2023 | 2024   |
| ------------------ | ---- | ------ |
| Número de pessoas: | 189  | 194    |
| Diferença:         |      | +2,64% |